# Sherrill (Iowa)
Sageville – miasto w Stanach Zjednoczonych, w stanie Iowa, w hrabstwie Dubuque. W 2000 roku liczyło 186 mieszkańców.